# روشنم کن
روشنم کن (به انگلیسی: Turn Me On) آهنگی از دی جی معروف فرانسوی ، دیوید گتا، به همراه خواننده ترینیدادی و آمریکایی ، نیکی میناژ است. این آهنگ تا سپتامبر ۲۰۱۲ ،بیش از ۲،۳۳۷،۰۰۰ کپی، در ایالات متحده ، فروش داشت.